# Steirischer Seeberg
Der Steirische Seeberg (auch Seebergsattel oder Aflenzer Seeberg) ist ein 1246 m ü. A. hoher Gebirgspass in der Steiermark, östlich des Hochschwabmassivs am Fuß der Aflenzer Staritzen und westlich der Hohen Veitsch.
Die über den Steirischen Seeberg führende Passstraße, die Mariazeller Straße B 20, stellt die wichtigste Verbindung zwischen dem Mürztal bei Kapfenberg und dem Wallfahrtsort Mariazell sowie darüber hinaus mit dem benachbarten Niederösterreich dar. Der Pass bildet zugleich die Wasserscheide zwischen Mur und Enns. Direkt südlich des Passes liegt der kleine Ort Seewiesen, nördlich die Ortschaft Gollrad und das denkmalgeschützte, alpenländische Mustergut Schloss Brandhof.
Auf der Passhöhe befinden sich zwei denkmalgeschützte Bildstöcke (Listeneinträge) und das Europäische Fernwanderkreuz, das den Schnittpunkt des Europäischen Fernwanderwegs E4 (Lt. Inschrift: Pyrenäen – Jura – Neusiedlersee) mit dem Europäischen Fernwanderweg E6 (Ostsee – Wachau – Adria) markiert. Hier verlaufen auch zwei Österreichische Weitwanderwege, der Nordalpenweg und der Nord-Süd-Weitwanderweg. 
Ein kleines Schigebiet mit zwei Schiliften wird mit Naturschnee betrieben.

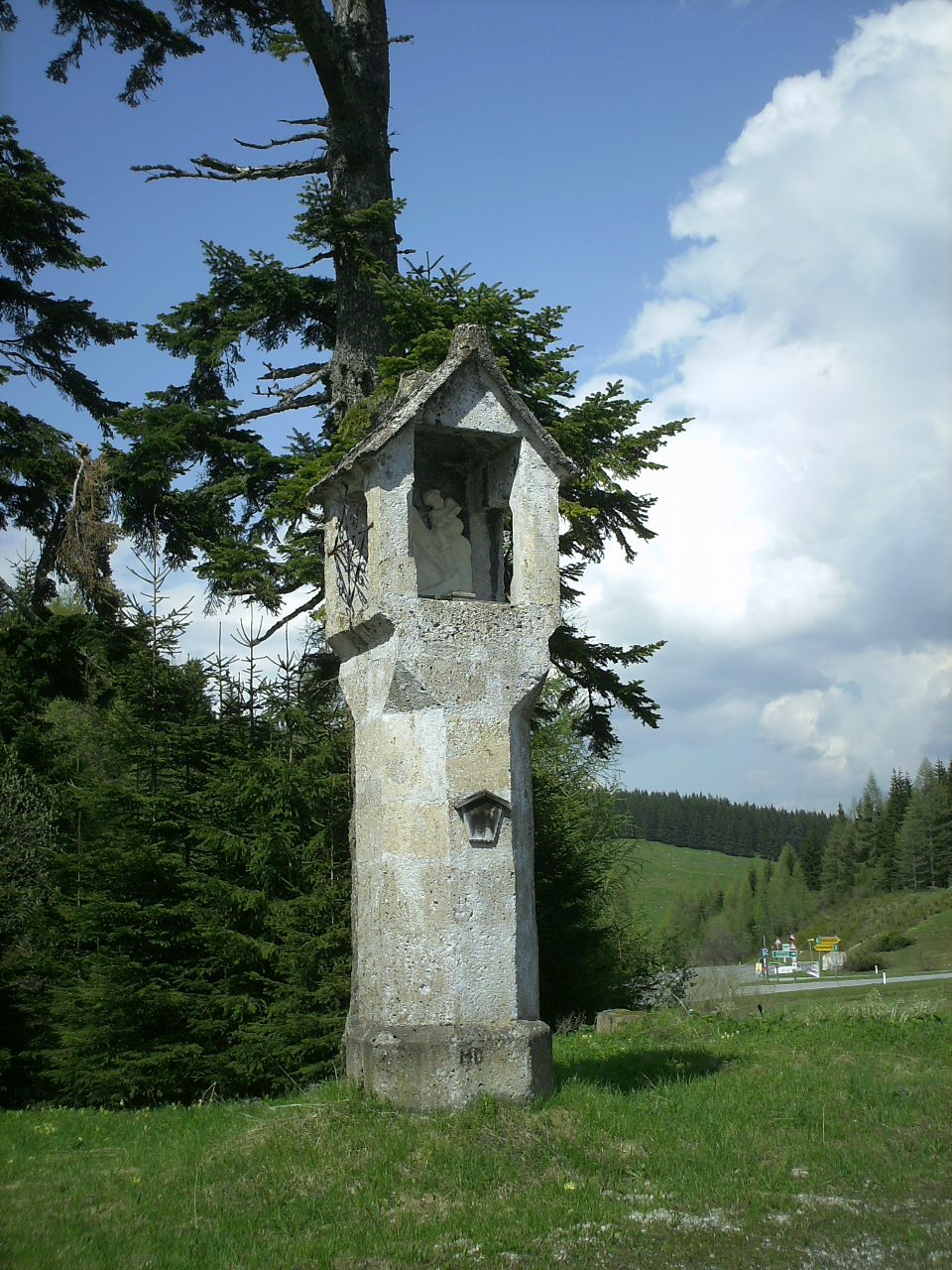
Bildstock südlich der Passhöhe
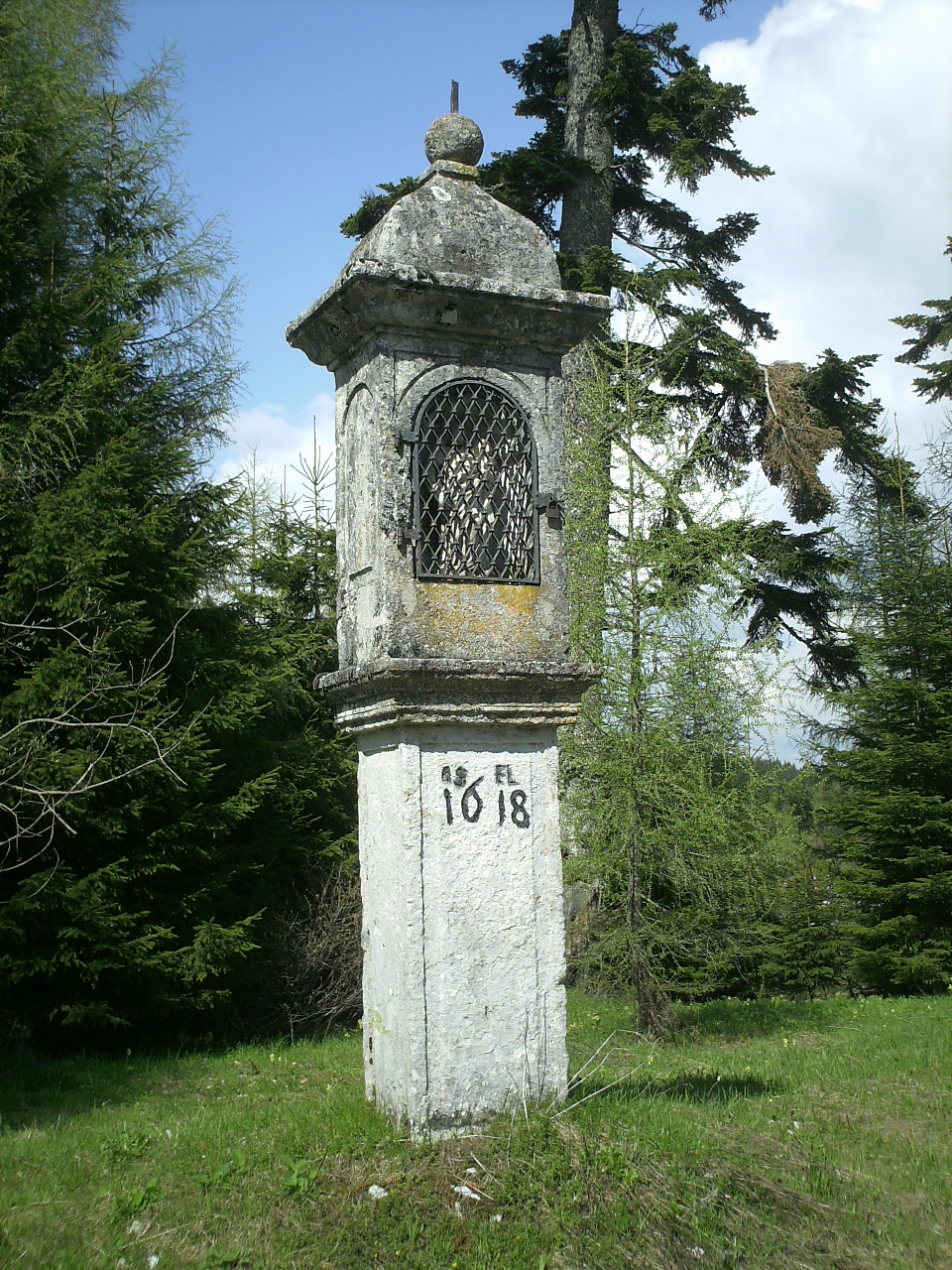
Bildstock südlich der Passhöhe
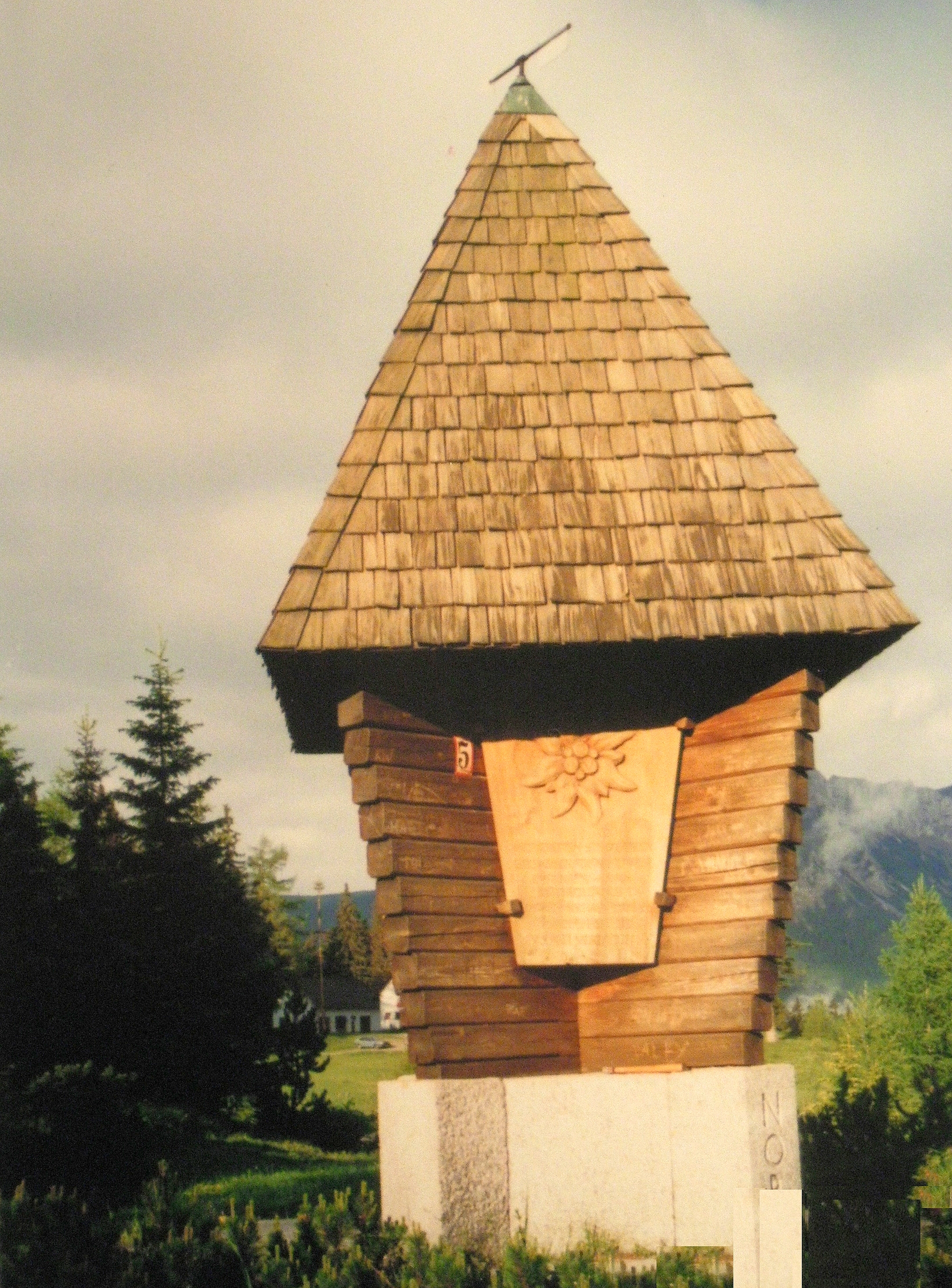
Erstes Europäisches Fernwanderwegkreuz

Die Bezeichnung des Passes dient der Unterscheidung vom Seebergsattel an der Grenze zwischen Kärnten und Slowenien, der auch als „Kärntner Seeberg“ bezeichnet wird.